# Yuriko Miyazaki
Yuriko Lily Miyazaki (japanisch 宮崎 百合子 Miyazaki Yuriko; * 11. November 1995 in Shinjuku (früher Tokio), Tokio) ist eine japanische Tennisspielerin. Seit 2022 tritt sie für das Vereinigte Königreich an.

## Karriere
Miyazaki spielt vor allem auf Turnieren der ITF Women’s World Tennis Tour, bei der sie bislang sieben Einzel- und acht Doppeltitel gewonnen hat.

## Turniersiege

### Einzel
| Nr. | Datum             | Turnier             | Kategorie | Belag             | Finalgegnerin     | Ergebnis       |
| --- | ----------------- | ------------------- | --------- | ----------------- | ----------------- | -------------- |
| 1.  | 15. Dezember 2019 | Monastir            | ITF W15   | Hartplatz         | Jana Karpowitsch  | 6:0, 6:3       |
| 2.  | 8. März 2020      | Yokohama            | ITF W25   | Hartplatz         | Mai Hontama       | 7:5, 5:7, 6:2  |
| 3.  | 14. März 2021     | Scharm asch-Schaich | ITF W15   | Hartplatz         | Momoko Kobori     | 6:2, 4:6, 6:3  |
| 4.  | 28. März 2021     | Scharm asch-Schaich | ITF W15   | Hartplatz         | Matilda Mutavdzic | 6:3, 6:3       |
| 5.  | 23. Oktober 2022  | Glasgow             | ITF W60   | Hartplatz         | Heather Watson    | 5:7, 7:65, 6:2 |
| 6.  | 4. Februar 2024   | Andrézieux-Bouthéon | ITF W75   | Hartplatz (Halle) | Jessika Ponchet   | 3:6, 6:4, 6:1  |
| 7.  | 31. März 2024     | Croissy-Beaubourg   | ITF W75   | Hartplatz (Halle) | Mona Barthel      | 6:4, 7:5       |

### Doppel
| Nr. | Datum            | Turnier             | Kategorie   | Belag             | Partnerin          | Finalgegnerinnen                  | Ergebnis         |
| --- | ---------------- | ------------------- | ----------- | ----------------- | ------------------ | --------------------------------- | ---------------- |
| 1.  | 17. Juni 2017    | Guimarães           | ITF $15.000 | Hartplatz         | Arianne Hartono    | Maria Masini Olga Parres Azcoitia | 7:5, 6:0         |
| 2.  | 7. November 2020 | Lousada             | ITF W15     | Hartplatz (Halle) | Arianne Hartono    | Riya Bhatia Inês Murta            | 6:1, 5:7, [10:7] |
| 3.  | 27. März 2021    | Scharm asch-Schaich | ITF W15     | Hartplatz         | Alicia Barnett     | Ku Yeon-woo Raphaëlle Lacasse     | 6:4, 6:1         |
| 4.  | 26. Juni 2021    | Porto               | ITF W25     | Hartplatz         | Arianne Hartono    | Mana Ayukawa Akiko Omae           | 7:5, 6:2         |
| 5.  | 16. Oktober 2021 | Florence            | ITF W25     | Hartplatz         | Emily Appleton     | Robin Anderson Elysia Bolton      | 6:3, 1:6, [10:8] |
| 6.  | 11. Februar 2022 | Grenoble            | ITF W60     | Hartplatz (Halle) | Prarthana Thombare | Alicia Barnett Olivia Nicholls    | 6:3, 6:3         |
| 7.  | 12. August 2023  | Roehampton          | ITF W25     | Hartplatz         | Mariam Bolkwadse   | Talia Gibson Petra Hule           | 7:5, 6:3         |
| 8.  | 3. November 2023 | Nantes              | ITF W60     | Hartplatz (Halle) | Ali Collins        | Emily Appleton Isabelle Haverlag  | 7:64, 6:2        |